# فرانتس وپکه
فرانتس وُپکه (به آلمانی: Franz Wöpcke) (زادهٔ ۶ مه ۱۸۲۶ در دسائو — درگذشتهٔ ۲۵ مارس ۱۸۶۴ در پاریس) ریاضیدان و پژوهشگر تاریخ علم آلمانی است. وپکه بیشتر عمر کوتاه خود را به پژوهش در ریاضیات اسلامی گذراند. وی نخستین کسی است که به تحقیق در آثار ریاضی دانشمندانی چون ابوالوفای بوزجانی و ابوبکر کرجی پرداخته  و بسیاری از دستاوردهای دانشمندانی چون کرجی و غیاث‌الدین جمشید کاشانی و خیام به واسطهٔ تحقیقات او شناخته شده‌اند.

## زندگی
فرانتس وپکه در دانشگاه هومبولت برلین ریاضی خواند و درجهٔ دکتری خود را در سال ۱۸۴۷ دریافت کرد. در ۱۸۴۸ به بن رفت و به تحصیل نجوم پرداخت. وی زبان عربی را نیز در دانشگاه بن آموخت. پس از آن به تحقیق در آثار ریاضیدان‌های دورهٔ اسلامی پرداخت. وی به پاریس رفت تا نسخه‌های خطی شرقی کتابخانهٔ ملی مشهور آنجا را بررسی کند. در سال ۱۸۵۱ متن کتاب جبر خیام را با ترجمهٔ فرانسوی آن همراه با پنج ضمیمه از آثار دیگر ریاضیدان‌های عربی‌نویس به چاپ رسانید. در ۱۸۵۳ کتاب مستخرج از فخری (الفخری) را منتشر نمود. از مقالات و آثار تحقیقی دیگرش می‌توان تذکره در انتشار ارقام هندی (۱۸۶۳) را نام برد. وپکه در ۳۷ سالگی در پاریس درگذشت.

## نقدها

### عرب» نامیدن ریاضی‌دان‌های ایرانی
وپکه همه‌جا –حتی وقتی از خیام سخن می‌گوید– از «ریاضی‌دانان عرب» صحبت می‌کند که منظور وی از «عرب» «عربی‌نویس» است. به عنوان مثال در مقالهٔ خود تحت عنوان «بحث در دو روش عربی در تعیین مقداری تقریبی برای sin ۱°» که در صفحه‌های ۱۵۳–۱۷۶ جلد نوزدهم مجلهٔ ریاضیات خالص و آلی در صفحهٔ ۱۵۴ آن مندرج است، چنین می‌نویسد:
این روش‌ها که در شرح چلبی بسط داده شده، از خود این ریاضیدان نیست بلکه از الغ‌بیگ یا از دیگر ریاضی‌دان‌های ایرانی است، و من در این باب [خواننده را] به تفضیلاتی که چلبی خود آورده است حوالت می‌کنم. برای احتراز از تکرار، بدون تمییز آن‌ها را روش‌های چلبی می‌خوانم، بدین معنی که این ریاضیدان آن‌ها را عرضه نموده است. همچنین، این روش‌ها را عربی می‌نامم، زیرا نجوم و ریاضیات نزد ایرانیان بالاصله جزء همان بسط عظیم علوم دقیقه است که از امپراطوری عربی خلفا سرچشمه گرفته است.
دکتر مصاحب این توجیه محققان غربی برای استفاده از لفظ عرب به معنی عربی‌نویس یا کسی که بیشتر آثار علمی او به زبان عربی است را غیر موجه می‌داند.

### اشتباه در نام ابوبکر کرجی
فرانتس وپکه در سال ۱۸۵۳ و در کتاب استخراج از الفخری نام دانشمند ایرانی ابوبکر کرجی را به اشتباه کرخی نوشت. این اشتباه از آنجا روی داد که در نسخهٔ خطی که در اختیار وپکه بود یک نقطه جابه‌جا شده بود و به‌جای کَرَجی، کرْخی آمده بود. از آنجایی که وپکه نخستین کسی بود که دست به ترجمه آثار کرجی زد این اشتباه تا سال‌ها ادامه داشت و برای سال‌ها ابوبکر کرجی را اهل کرخ عراق می‌دانستند. تا اینکه در سال ۱۹۳۳ پروفسور جورجیو لوی دلاویدا با بررسی چند نسخهٔ خطی از کتاب‌های کرجی به این اشتباه پایان داد و ثابت کرد که کرجی اهل کرج در ایران است و نه کرخ در بغداد.

## آثار
برخی از کتاب‌های مهم وی عبارتند از:
- جبر عمر الخیامی (۱۸۵۱)
- مستخرج از الفخری (۱۸۵۳)